# Animayo
Animayo o Summit, Conference and International Film Festival of Animation, Visual Effects and Videogames Animayo es una cumbre europea de cine de animación, efectos visuales y videojuegos que nace en España, dirigida por el director y productor español Damián Perea, actual embajador de España de los European Animation Émile Awards. 
Animayo es el primer festival español de animación declarado «Festival Calificador» en 2017 por la Academia de Artes y Ciencias Cinematográficas de Hollywood para los premios Oscar®.
Creado en 2006, tiene lugar en el mes de mayo en la isla de Gran Canaria y extiende su programación a otras ciudades del mundo, proyecto denominado “Animayo Itinerante”. Actualmente se desarrolla itinerantes en Los Ángeles, Madrid, Barcelona, Lanzarote, Bombay, Chicago, Portugal, Praga, Belgrado y Colombia.
El programa incluye un Palmarés Oficial, resultante de una competición anual de obras de animación 2D, animación 3D, efectos visuales, cine experimental, piezas de publicidad, spots de animación, videoclips, cinemática de videojuegos y realidad virtual.
Durante el festival Animayo Gran Canaria se proyectan las películas a concurso que darán lugar al Palmarés Oficial, dentro de un amplio programa que contiene clases magistrales de artistas internacionales, ponencias, cursos, talleres, espacios formativos, actividades al aire libre, espacios de realidad virtual y videojuegos, conciertos, recruitments, revisión de portfolios y foros. Desde hace siete años, Animayo ofrece también becas y pone en marcha proyectos para la formación, el empleo y la captación de empresas e inversores del sector audiovisual. 

## Animayo itinerante
Dentro de su proyecto itinerante, Animayo presenta el Palmarés de obras ganadoras denominado "Lo Mejor de Animayo" en estudios como Dreamworks Animation, The Walt Disney Animation, Disneytoon Studios y Sony Pictures Animation, siendo el primer festival europeo que ha proyectado en ellos. Suma más de 200 master classes, workshops, ponencias, talleres, presentaciones, mesas debate y proyecciones en espacios como: Animation Magazine Summit (LA), Fox Animation (Los Ángeles), American Film Institute (AFI), Pratt Institute de Nueva York, Los Ángeles Film School (LA), LAAF (Los Angeles Animation Festival), Colombia, Chicago, Praga, Orbit Live (India), Castelli Animati (Italia), La Città Incantata (Italia), evento Canarias en Berlín (Berlín), Instituto Cervantes (Lisboa), Univ. de Lisboa, Festmak (Uruguay), Viva Festival (Holanda), Animaizon (Zaragoza), Salón Erótico de Zaragoza, Festival de Cine de Huesca, BAC (Barcelona), CAAC (Sevilla), Academia Española de la Cinematografía, Escuela de Cinematografía y del Audiovisual de la Comunidad de Madrid ECAM, U-TAD Centro Universitario de Tecnología y Arte Digital (Madrid), Escuela FX Animation 3D School (Barcelona), Escuela Esdip (Madrid), BeWater Studios (Barcelona), Colegio Nazaret -Esplugues (Barcelona), Escuela Profesional de Nuevas Tecnologías CICE, Centro de Estudios del video CEV, Universidad Carlos III de Madrid, Universidad Europea de Madrid, Instituto Puerta Bonita, Escuela Universitaria de Artes y Espectáculos TAI, Festival Internacional de Cine de Las Palmas de Gran Canaria, Festival Internacional de cine de Gáldar, Colegio Santa María de los Volcanes (Lanzarote), Universidad de La laguna de Tenerife, Escuela de Arte de La Laguna, Escuela Pancho Lasso, Escuela de Arte y Diseño de Gran Canaria, Instituto Politécnico de Las Palmas, Instituto Pérez Galdós de Las Palmas, IES Calero, IES Tomás Morales, IES Isabel de España, Colegio Heidelberg de Gran Canaria, CESUR (Centro Oficial de Formación Profesional). 

## Palmarés
Para seleccionar el Palmarés de Animayo, se visionan aproximadamente 2.000 trabajos a concurso cada año, de los cuales se preseleccionan unas 80 obras para las categorías de: 
- Gran premio del jurado
- Mejor cortometraje 2D
- Mejor cortometraje 3D
- Mejor cortometraje independiente
- Premio del público
- Mejor obra de efectos visuales
- Mejor cortometraje de humor 2D
- Mejor cortometraje de humor 3D
- Mejor cortometraje español- “animación con Ñ”
- Premio del Festival
- Menciones especiales del jurado.

## Cifras de asistencia
De 2006 a 2018 han asistido: 
- 60.000 estudiantes de primaria, secundaria, bachillerato y artes
- 50.000 estudiantes de grados, universitarios y profesorado
- 30.000 adultos aficionados
- 15.000 profesionales de la industria.

## Ponentes
- Max Howard, productor de algunos de los mayores éxitos de Disney "El Rey León", "Pocahontas", “La Sirenita” o "La Bella y la Bestia", expresidente de Warner Bros Animation "El Gigante de Hierro" y responsable de éxitos como "¿Quién engañó a Roger Rabbit?".
- Craig Miller, guionista, ejecutivo y productor de publicidad. Ha trabajado para Lucasfilm, Warner Bros, Universal, Disney, Columbia y Henson Associates, entre otros. Entre sus trabajos figuran: Star Wars, El Imperio Contraataca, Excalibur, Superman II, Viaje Alucinante al fondo de la mente, Cristal Oscuro, entre otros.
- Bob Kurtz, fundador del estudio de animación Kurtz & Friends además de ser director de animación, escritor y diseñador. Entre sus trabajos más importantes figuran “La Pantera Rosa”, “Luna de miel para tres”, “Una casa patas arriba”, “Four Rooms”, “Cariño, he agrandado al niño”, “George de la Jungla”, “Cowboys de Ciudad I y II”, “Parque Jurásico”, “Minority Report”, “Carlin on Campus” y “Roman City”.
- Carlos Saldanha, cofundador de Blue Sky Studios y director de “Ice Age”, “Robots” o “Rio”.
- Claudio Biern Boyd, productor mítico en España, fundador de BRB Internacional, creador y productor ejecutivo de las series “D'Artacán y los tres mosqueperros”, “La vuelta al mundo de Willy Fog” y “David el Gnomo”.[4]
- Carlos Biern Lliviria, productor ejecutivo de BRB Internacional/Screen 21. Ejerce también como presidente de DIBOOS (Federación Española de Productores de Animación) además de haber formado parte de la junta directiva de FAPAE (Federación Audiovisual de Productores Audiovisuales).
- Aya Suzuki,  animation artist, layout y concept artist, nacida en Japón con una extensa carrera internacional y participación en proyectos como "Isla de perros", de Wes Anderson, "El viento se levanta", de Hayao Miyazaki y Studio Ghibli, "Sherlock Gnomes”. También ha trabajado para Disney en “Aladdín”, dirigida por Guy Ritchie y en la dirección de animación de la serie “101 Dalmatian street”.
- Riannon Delanoy, Character animator, Walt Disney Animation Studios. Ha trabajado en “Frozen”, “Big Hero 6”, “Zootrópolis”, “Vaiana” así como cortometrajes “Frozen Fever” e “Inner Working”.
- Alexander Petrov, ganador de un Óscar por la obra maestra “El Viejo y el Mar”.
- Raúl García primer animador europeo en entran en la Disney, trabajó en títulos tan importantes como “Tarzan”, “La Bella y la Bestia”, “Aladdín” o “El Jorobado de Notre Dame”.
- Rocío Ayuso, productora y periodista. El País, Agencia EFE, Canal +.
- Kike Oliva, senior animator, ha trabajado para Pixar Animation Studio, Animal Logic, Ilion Animation Studios o El Ranchito. Entre sus trabajos destacan "Toy Story", “Cars", "El Principito", "Pokémon: el detective Pikachu", "Jurassic World - Fallen Kingdom", "Los crímenes de Grindelwald", "Ga'Hoole: la leyenda de los guardianes", "El Parque Mágico", "Mortadelo y Filemón. Misión: salvar la Tierra" y "Planet 51”.
- Céline Velasco, Texture/Shading Lead, ha trabajado en empresas como Hybride, Animal Logic e Ilion Animation Studios, entre sus trabajos destacan “Los Juegos del Hambre", "Predator", "Avatar", "The Lego Movie", "El gran Gatsby", "Viaje al Centro de la Tierra", "Destino Final", "Dragonball Evolution", "Orphan" y "Assassin’s Creed Lineage”.
- Hidetaka Yosumi, comenzó su trayectoria como ingeniero y programador en Dream Pictures Studios de Tokio. Ha trabajado en Final Fantasy X 2001, Final Fantasy XI y Kingdom Hearts 2002, en películas de animación como Valiant, Bolt, Rompe Ralph y fue el encargado sobre el movimiento y flujo del famoso pelo de Rapunzel. Ha trabajado para El Principito y Mune como supervisor de personajes.
- Manuel Cristóbal, productor audiovisual en Dragoia Media, “Arrugas”, “El lince perdido”, “Los muertos van deprisa”, “Gritos en el Pasillo”.
- Michaela Pavlátová, y conocida por su trabajo “Reci, reci, reci/Words, words, words”, Gran Premio en Annecy, Montreal, Oso de Oro en Berlín, Tampere, Hisohima, Stuttgart, etc.
- Luis San Juan Pallares, Character Technical Director en Walt Disney Animation Studios. Ha trabajado en grandes producciones como “Big Hero 6”, “Zootrópolis”, “Frozen”, “Rompe Ralph” y el cortometraje “Get a Horse!”.
- Jennifer Lasrado, especialista CFX, ha trabajado en Ilion Animation Studios, DreamWorks, Prana Studios, Crest Animation Studios, “Pingüinos de Madagascar”, “El origen de Los Guardianes”, “El Gato con Botas”, “Shrek Forever After”.
- Javier Fesser, guionista y director de cine y publicidad, con el cortometraje “Aquel ritmillo (1995)” recibió un Goya y con “Binta y la Gran Idea”, consigue ser nominado al Oscar. El milagro de P. Tinto con un Goya a los mejores efectos visuales. En 2003 estrena la película La Gran Aventura de Mortadelo y Filemón basada en los cómics de Francisco Ibáñez. Con la película Camino recibió seis Premios Goya y destaca entre otros trabajos “Mortadelo y Filemón contra Jimmy el Cachondo”.
- Cécile Brossette, animadora lead en Illumination Mac Guff habiendo trabajado en "Lorax: en busca de la trúfula perdida", "Gru 2: mi villano favorito", "Los minions", “Mascotas", "Gru 3: mi villano favorito”.
- Cinzia Angelini, directora, storyboard artist y animadora que ha trabajado en Amblimation y Warner Bros. Para DreamWorks trabajó en grandes producciones como “El príncipe de Egipto”, “El dorado”, “Spirit”, “Simbad”, “Spider-man 2” (que consiguió el Oscar a los mejores efectos visuales en 2004), “Colegas en el Bosque”, “Descubriendo a los Robinsons” y “Bolt”. En la actualidad trabaja en su proyecto más personal, “Mila”.
- Regina Pessoa, directora y animadora. “La noche”, “Espace projects”, “Historia Trágica con Final Feliz”, “Los salteadores”, “Fado Lusitano”, “Clandestino”.
- Abi Feijoó, director, productor y educador. “Oh que calma”, “Los salteadores”, “Fado Lusitano”, “Clandestino”, Filmografo, Cíclope Filmes.
- Alberto Rodríguez, director de cine de animación, mominado a un Oscar por la Academia de las Artes y las Ciencias de Hollywood en categoría de cortometraje de escuelas extranjero por el cortometraje “The Incredible Story of my Great Grandmother Olive”.
- Silvia Pompei, animadora, Character Layout Artist y directora de documentales, ha trabajado en Disney, Amblimation y en Fox Television Animation, entre sus trabajos se encuentran ‘Quién engañó a Roger Rabbit’, “Fievel va al Oeste”, “Los Simpson”.
- Signe Baumane, animadora, artista plástica, ilustradora y escritora, "Beat pezón del sexo", "Birth".
- Jakub Cervenka, productor en la empresa Bedna Films, “Maly Pan”, “Wampir”, “Přepážka”.
- Emilio Guerra García, maquillador de efectos visuales, “El maquinista”, “Hotel Paraíso”, “Club Disney”, “Paramount Comedy”.
- Tobías Mannewitz, concept artist, ganador de dos premios Emmy por "Juego de Tronos".
- Natacha Ravlic, codirectora de producción, Illumination Mac Guff, Ex Machina. Ha trabajado en películas como “Minions”, “Sing” y “Gru: mi villano favorito 3”.
- Amelie Paraiso, directora de reclutamiento y RRHH en Illumination Mac Guff. Cuenta con más de diez años de experiencia en recursos humanos, especialmente en los procesos de selección de nuevos empleados. Actualmente es la directora de reclutamiento en Illumination Mac Guff donde se encarga de localizar talentos y incorporar nuevo personal para los proyectos del studio.
- Galina Miklinova, ilustradora y directora, su filmografía incluye cortometrajes como ‘Fábulas de Jardín’ y ‘Juego’, y como ilustradora también ha sido la responsable de crear ilustraciones literarios tales como ‘Harry Potter’, volúmenes I-IV para la Editorial Albatros, ‘Paja Araña’, ‘Yo aprendí a volar’, ‘Monstruos y criaturas’, ‘Historias de Valaquia Unida’, ‘Francis Castaña, Inés de los girasoles.
- Jan Adamczyk artista de efectos visuales, ha trabajado en producciones como, ‘La Invención de Hugo’, ‘Las Crónicas de Narnia’, ‘War Horse’ y ‘The Dark Knight’.
- Carlos Grangel, diseñador de personajes de "La Novia Cadáver" ha trabajado con grandes directores como Tim Burton, y con compañías como Sony, Dreamworks, y Disney. Otros proyectos que ha trabajado son: “Pesadillas 2: Noche de Halloween”, “Hotel Transylvania”, “¡Piratas! Una loca aventura”, “Kung Fu Panda”, “Madagascar” entre muchos más.
- Bill Plympton, animador estadounidense independiente de gran reconocimiento en el panorama internacional con varias nominaciones a los Oscars y grandes premios es festivales internacionales. En el 2006 apadrinó el primer festival de Animayo.
- Carolina Jiménez, artista del VFX y Layout, ha trabajado a las órdenes de Ridley Scott, George Miller, Peter Jackson o Tim Burton, entre sus trabajos destacan “Guardianes de la galaxia”, “El Hobbit: La batalla de los cinco ejércitos”, “El amanecer del planeta de los simios”, “El Hobbit: La desolación de Smaug”, “El hombre de acero”, “Guerra mundial Z”, “El Hobbit: Un viaje inesperado”, “Prometheus”, “Power Rangers”, “Star Trek: Más allá", "Alicia a través del espejo”.
- Pascal Blais. Productor y director especializado en animación, en publicidad, cine y televisión, produjo el corto “El viejo y el mar” con la que ganó el Oscar en año 2000.
- Alex Lemke, supervisor de efectos visuales de “Hobbit“, “El Señor de los Anillos“ o “Capitán América”.
- Kevin Blank, supervisor de vfx en “Perdidos“,“Alias“ o“Misión imposible 3“.
- Roger Kupelian, matte painting de “El señor de los Anillos”, “X Men“, “Alicia en el país de las Maravillas“y “Banderas de nuestros padres“, entre otros.
- Eric Grenaudier de la empresa Stargate Studios, ganador de un Emmy y responsable de los efectos visuales de series como "Héroes", "Urgencias", “Anatomía de Grey” y "The Walking Dead".
- Borja Montoro, con más de 25 años de experiencia en el sector, ha trabajado para Walt Disney, Dreamworks o Paramount como animador y diseñador de personajes. Entre sus películas de Disney más conocidas se encuentran títulos como “Tarzán”, “Hércules”, “El Libro de la Selva”, “Zootrópolis”, “El Emperador y sus locuras”. Colaboró en la película “Río”, de Blu Sky Studios.[5]
- Juan Luis Sánchez, trabaja como Character Effects Supervisor en Ilion Animation Studios. Durante su carrera, ha trabajado en producciones tan importantes como “Star Wars” (“Star Wars: Episodio II - El ataque de los clones", “Star Wars: Episodio III - La venganza de los Sith”), “Harry Potter” (“Harry Potter y la cámara secreta”, “ Harry Potter y la Orden del Fénix”) y “Piratas del Caribe” (“Pirates of the Caribbean: The Curse of the Black Pearl” y “Pirates of the Caribbean: Dead Man's Chest”), “Gravity” con la que consiguió el premio Simulation & Outstanding FX de los VES Awards en 2014. En SIGGRAPH 2015 consiguió el premio a los mejores efectos visuales para un largometraje de acción real por su trabajo en “Paddington”.
- Pablo Giménez, Lead Director Técnico de VFX en Double Negative trabajó en los efectos de “Mortadelo y Filemón. Misión: Salvar la Tierra” de Miguel Bardem, la cual ganó en 2009 el premio Goya a los mejores efectos visuales. Ha trabajado como TDs de efectos en la película G.I. Joe. Entre su biofilmografía se encuentran grandes títulos como: Interestelar, Snow White and the Huntsman, Transcendence, Los Juegos del Hambre, El hombre de acero, Skyfall, Iron Man 2 o Capitán América: el primer vengador.
- Jean Thoren,  periodista, directora y editora de ‘The World Animation’, que engloba el “VFX Summit", encuentro con representantes de grandes estudios y artistas independientes.
- James Muñoz, ganador del Goya al mejor sonido en 2011 por "Buried" y diseñador de sonido para películas como “Intruders”, “Mortadelo y Filemón”o “El Milagro de P.Tinto”.
- Daniel Peixe ha participado en superproducciones de animación como ‘Planet 51’, ‘Enredados’, ‘Rompe Ralph’," Frozen" , " Big Hero 6" y en el corto animado ganador del Oscar en 2013 ‘Paperman’.
- Javier Recio, Goya al Mejor Cortometraje de Animación y la nominación a un Óscar de la Academia por ‘La Dama y la Muerte’. También ha trabajado en la última superproducción de Dreamworks Animation ‘El Origen de los Guardianes’.
- Belli Ramírez, directora de producción, ha trabajado para Animal Logic en Sídney, Australia, e Ilion Animation Studios, entre sus trabajos más destacados se encuentra “Planet 51” y “Pocoyo”.
- Iker J. de los Mozos, Character TD en Walt Disney Animation Studios, Ilion Animation Studios, Kandor Graphics y The Mill, que ha trabajado en películas como “Frozen”, “Big Hero 6”, “Zootopia”, “Moana” y en proyectos como el cortometraje animado “La dama y la muerte”, nominado a los premios de la Academia en 2010.
- Daniel Vávra, director, escritor y diseñador de videojuegos. Warhorse Studios, Illusion Softworks. “Hidden and Dangerous”, “Mafia: The City of Lost Heaven”, “Wings of War”, “Operation Flashpoint”, “ARMA”,  “UFO Aftershock”, “Kingdom Come: Deliverance”
- Juan Solís, desarrollador de personajes en Disney, Blur Studios e Ilion Studios, quien ha colaborado en proyectos como " Planet 51", " Frozen" , “The Amazing Spiderman” y cinemáticas del videojuego League of Legends.
- Aneta Zabková, directora de animación e Ilustradora, ha dirigió “Dobré jitro", “Pane upíre", “Nic nového pod slunce”, “Chybička se vloudí (Whoops, mistake!”, proyectado en Animayo en 2015 dentro del especial de Animación Checa).
- Jorge Capote, diseñador de personajes en Sergio Pablos Animation para películas como "Timón y Pumba" o "Los Pitufos", también en Warner y Disney.
- Ivana Laučíková, directora y productora de animación en “Feel me Films”, ha producido diversos cortometrajes como “Four”, “Fongopolis”, “The Last Bus” y “Rarach”.
- Vaclav Blín y Adolf Lachman, de Amanita Design, estudio de desarrollo independiente de videojuegos entre cuyas creaciones destaca “Machinarium” y la saga de “Samorost”.[6]
- Jaromir Plachy, desarrollador de Videojuegos, Amanita Design, "Samorost 3", "Samorost 2", "Samorost 1", "Botanicula", "Machinarium", "Rocketman", "Questionaut".
- Ryan Woodward, director de storyboard, ilustración y Concept Artist, Warner Brothers, Sony Pictures, Cartoon Network, Walt Disney Studios, Marvel Entertainment, Dreamworks habiendo trabajado en títulos como “Spider‐man”, “Donde Viven los Monstruos”, “Ironman 2”, “Cowboys & Aliens”, “Los Vengadores”, “Snow White and the Huntsman” o “El gigante de hierro”.
- Paulo Alvarado, desarrollador de Videojuegos, Rovio Entertainment LTD, “Angry Birds”, “Jolly Jam”, “Bad Piggies”, “Amazing Alex”, “The Croods”, “Love Rocks”.
- Rafael Zabala, Traditional and digital artist, The Mill, Weata Digital y Psyop, “League of Legends”, “El Hobbit”, “El Amanecer del Planeta de los Simios”, “Ironman 3”,” Man of Steel”, “Clash of Clans”.
- Mercedes Rey, directora de relaciones institucionales y alianzas estratégicas de U-Tad, ha trabajado Ilion Animation Studios y Pyro Studios, en producciones como “Planet 51” y “Commandos”.
- José Antonio Rodríguez, Director Académico del Área de Arte, Diseño Visual y Animación además de ser el director del Centro de Alto Rendimiento de U-tad. Trabajó como Director de Producción de "Defensor 5", fue Production Manager en la Berliner Film Company para el largometraje “Happily Never After”. Para Sergio Pablos Animation Studios, trabajó en “Futbolín” y “The legend of Smurfy Hollow”. Ya en Ilion Animation Studios, produjo “Planet 51”.
- Laura Bethencourt, supervisora de producción en Ilion Animation Studios, especializada en Matte painting, Fx, Lighting y Compositing, entre sus trabajos se encuentra “Mortadelo y Filemón contra Jimmy el Cachondo”, “También la Lluvia”, película que se llevó 3 premios Goya y 17 nominaciones, “After Party”, “No controles",  "No lo llames amor… llámalo X”, “Amigos”, “Extraterrestre” y “Lobos de Arga”.
- Marina Soto, Layout Production Supervisor en DreamWorks, ha trabajado en películas tan conocidas como “Los Croods”, “Kung Fu Panda 3”, “The Boss Baby”, “Everest”.
- Lizzie Nichols, Visual development artist en Sony Pictures Animation, entre su filmografía destaca “Smurfs: The Lost Village", "Emoji: la película", "Hotel Transylvania 2”, “Home”, “Hotel Transylvania 3: Summer Vacation”.
- Olga Szablewicz-Pisuk, Visual Effects Supervisor en Platige Image, ha participado en “Hiszpanka”, “Legendy Polskie” y “Another day of life”.
- Cecilia Aranovich, guion gráfico artist y director en Warner Brother’s Animation, ha trabajado en “To a Man with a Big Nose”, “Bob’s Burgers”, “Pink Panther and Pals”, "DC SuperHero Girls”.
- Esther Encabo, scene composing team lead en Ilion Animation Studios, ha participado en “Just the beginning”, “Amusement Park”, “El secreto de Amila”, “Blackie & Company”, “Onion & Pea”.
- Silvia Camaño, graduada especialista en VFX y 3D, con un master en rigging y character FX por la U-tad.
- Daniel Candil. Studio Art Director, Kerad Games, empresa fundada por Gerard Piqué, “Golden Manager”, “Sugar Kid”, “Funk of Titans”, “Blues and Bullets”, “Trivia League”..
- Edgar Martín Blas. Director creativo y CEO de Virtual Voyagers, consultor creativo y diseñador digital, pionero de la Realidad Virtual aplicados a proyectos de marketing, “Tuenti-Telefónica”, ”Xocolat Design", "Fukushima- Vidas Contaminadas”, “Vice- Tomorrowland”, “Antena 3 noticias”.
- Louise Bagnall, dirección creativa de animación de Cartoon Saloon. Ha dirigido numerosos cortometrajes, incluyendo “Donkey", "Loose Ends" y "Late Afternoon”, nominado a los Premios Óscar® en 2019.
- Carlos Baena, director y animador en estudios como Pixar Animation Studio, Nightwheel Pictures, Laika, Blur Studio, entre sus títulos se encuentran “WALL-E”, “Ratatouille”, “Los Increíbles”, “Buscando a Nemo”, “Toy Story 3”, “Monsters University”, “Men in Black II”, “Star Wars: Episode II - Attack of the Clones”, “Jurassic Park III”.
- Audu Paden. Productor y director de animación en "Monster High", "Animaniacs", "Stuart Little 3", "Rugrats", and "The Simpsons".
- Barbara Goodson. Creador del doblaje de "Mother Talzin" en Star Wars, La guerra de los clones, "Kyla Mex & Clauda" en Star Trek Online, "Lady Vashj y Alexstrasza" en World of Warcraft, "Empress Rita Repulsa" en la Mighty Morphin Power Ranger’s TV series.
- Rick Zieff. Actor de doblaje en numerosas series como "Tom y Jerry", "Get Blake" y "Olivia".
- Jeremy Adams. Guionista de "Linterna Verde" la serie, "Thunderbirds are Go!" y "La liga de la justicia".
- Larry Huber. Veterano productor de animación que engloba títulos como "Fish Police", "Danger Rangers", and "ChalkZone" y "What A Cartoon" and "Random Cartoons".
- Bill Recino, Animador en películas de la casa Disney como "La bella y la bestia", "Mulan", "La sirenita" y "Aladdín".
- Abraham Meneu, modelador y animador de personajes, Blur Studios, Ilion Animation Studios, DreamWorks, “Los Croods”, “Cómo entrenar a tu dragón 2”, “Planet 51”.
- Juan Pablo López, Artist Manager en Pyro Mobile, profesor del Experto en Diseño de Personajes de U-tad.
- Damian Seiber, director de arte, Digital Sculpting, Character Modeling and Design, NBC, Sony Pictures, Fox, Warner Brothers, Disney Consumer Products Interactive.
- Xes Vilà Roig,  CFO de Punk Visual Studio. Antiguo copropietario y Director Técnico de FX ANIMATION Barcelona 3D SCHOOL. Cofundador y supervisor de efectos visuales de “3 Monos VFX”, Ha colaborado también en proyectos de Realidad Virtual y Realidad aumentada así como en el videojuego de “PKU” o“DinoGames”, También colabora en la nueva saga de ciencia ficción de Marc Zicree “Space Command”.
- Demian Sabini, CEO de Punk Visual Studio. Ha trabajado en Moviement Films.
- Miriam Hidalgo “Perditah", experta ilustradora y colorista digital que ha trabajado para productos Disney® como la revista Magic English entre otros proyectos como "Chico & Rita", “Nocturna", "Ellas son únicas” y "Barcelona TM”.
- Jaime Maestro, director de animación en La Tribu Animation y ha trabado en Disney, Sony, Google, Nickelodeon, Reel FX o paramount Pictures; entre su filmografía destaca “Animal crackers”, “El vendedor de humo”, “Friendsheep”, “Órbitas”, “The grandfather of soul”, “Sr Trapo”, “Pearl”, “Alma”.
- Carlos Fernández y Lorena Ares, Moonbite Games, “The adventures of Papalux”, “Grial”, “Zombeer”, “Morti”, “Memorias de un hombre en pijama”, “Dinogames”.
- Francisco Javier Soler, director de arte, Pyro Studios, “Adventure Park”, “Pirates of the seven seas”, “Sports City”, “Gifted”, “In-Zero”, “COPS”, “Commandos Strike Force”, “Commandos 3: Destination Berlin”, “Commandos 2: Men of courage”, “Commandos: beyond the Call of Duty”.
- Lorenzo Zitta, empresario, profesor del área de diseño gráfico, experto en Zbrush, retoque fotográfico y CGI, colaborador de 3D Artist Magazine y de 3D World Magazine, premio LightWave 2015.
- Toni Reyna, animador y diseñador de personajes, Ilion Animation Studios, Hutch Games, SONY, “Planet 51”, “Mortadelo y Filemón contra Jimmy el Cachondo”, "Smash Bandits", "Eye Pet","Hero toy”.
- Vuk Jevremovic, director de animación, “La isla de los muertos “, “Patience of the Memory”, “Diario”, “Caras”, “Quercus”, “La rueda gira”, “Cierra los ojos y no respires”, “Lux”.
- Daniel Fernández Casas, diseñador de personajes y dibujante de cómics, The Spa Studios, Waner Bros, Rovio, Disney, “Andry Birds Space”, “Sherezade”.
- Toni Mena, Head of Area & Program Instructor en FX Animation Barcelona 3D & Film School, “Fishbone “, “Timecode”, Palma de Oro en el Festival de Cannes, “Alakrana”, “Estigmas”, “Cargols!”, “The Walker”.
- Ana Sánchez Gijón, productora y Directora de Producción para La Mirada Producciones y La Casa Animada con títulos como “Esposados”, primer cortometraje español nominado al Oscar®; “La Raya”, “Ruleta” y “Un matrimonio bien avenido”.Entre sus largometrajes destacan “Hombres Felices”, “La isla donde duerme la edad de oro”, “El Barón contra los demonios“, “La isla interior”, “Seis puntos sobre Emma” y “Cubillo, historia de un crimen de Estado”. En cuanto a La Casa Animada, destaca los dibujos de animación infantil “El club de Archie” y “Cleo”.
- Nadia Ruiz, CEO/Fundadora en La Tribu Animation,  junto a Jaime Maestro. Ella es la responsable de todo el apartado filosófico del estudio contando con cinco años de experiencia en roles directivos dentro del sector de la animación española, pasando por "Blue Dream Studios Spain", "Primer Frame", “FrameOver”.
- Felix Balbas, CEO y especialista en animación 3D y efectos visuales. Mínimo VFX. “Jack Frost”, “Un monstruo viene a verme”, “Harry Potter y la orden del Fénix”, “El señor de los anillos: las dos torres”, “El reloj dorado”, “Harry Potter y el cáliz de fuego”, “Children of men”, “Harry Potter y la cámara secreta”, “X-Men, the last stand”, “Avatar”, “Harry Potter y el prisionero de Azkaban”, “Machina”, “John Carter”, “Paddington 2”, “El señor de los anillos, la comunidad del anillo”.
- René Veilleux y Donald Roman Lopez, fundadores de la compañía Verité Entertainment de producción independiente con sede en Los Ángeles y reconocida por su experiencia en voz en off, doblaje y localización para animación, videojuegos y películas documentales habiendo trabajado para “El mundo de Ania y Kin”, “Enchantimals”, “Subway Surfers”, “The Snow Queen”, “Payday 2”, “Cómo entrenar a tu dragón 2: el videojuego”, “The Elder Scrolls Online”, “The Walking Dead de Overkill”, “DC Nation” y “Liga de la Justicia”.
- Jaroslava Hynstova, Senior Programmer en El Festival Internacional de Cine para Niños y Jóvenes Zlin, en la República Checa.
- Alberto Corral, animador, Digital Legends, BRB, Ilion Animation Studios, DreamWorks Animation, “Planet 51”, “Shrek”, “Kung Fu Panda”, “Madagascar”, “Turbo”.
- Alina Lhanjian, diseñadora de vestuario, ha trabajado en multitud de películas y series de televisión, “La mansión encantada”, “Hostage”.
- Natasha Duran, Sara Leal y Maria Ballester representando a la empresa "In Extremis", especializada en prestar servicios cinematográficos tanto de VFX como de extras y dobles de acción.
- Julián Larrauri, director de producción, Ilion Animation Studios, “Mortadelo y Filemón contra Jimmy el Cachondo”.
- Nacho Doctor, Effects Technical Director y Lighting Artist en Arx Anima, compositor 2D y director de fotografía, “The Lion King”, “Aquaman”, “Animales fantásticos: Los crímenes de Grindelwald”, “El libro de la selva”, “Piratas del Caribe: La venganza de Salazar”, “Talnking Tom and Friends”.
- Patryk Kizny. director de fotografía y especialista en técnicas experimentales, “Dark Legacy”, “The Chapel”, “Rebirth”, “Dreams Come True”, “Iguana Lapse”.
- Àngel Sala, escritor, guionista y crítico de cine español y director del Festival de Cine Fantástico de Sitges.
- Nicolás Alcalá, director y productor de "El Cosmonauta", con sólo 25 años ha escrito guiones de largometraje, dirigido documentales, fundando su propia productora, Riot Cinema Collective. Recientemente se subió a la ola de la realidad virtual y sigue produciendo series como “Melita: A Human Journey” y “Ray”.
- Tereza Brdeckova, periodista, crítica de cine, novelista y guionista. Hija de Jiri Brdečká, ha trabajado como dramaturga en Barrandov Film Studios y colaborado como tertuliana en numerosos programas culturales de la televisión checa.
- Carlos Miranda, animador y realizador, “Los Trotacuentos”, “Margarita”, “Chicha y Pío”, “Maxie el aventurero”.
- Marc Gorchs, Toni Sola y Dani Benavides,del Grupo Morning Star, empresa de producción destinada a la creación de elementos visuales. Han trabajado en diversas compañías para la elaboración de publicidad, campañas de cine e internet.
- Jorge Santamaría,supervisor de layout en “El parque mágico”, “Mortadelo y Filemón contra Jimmy el cachondo”, “Las aventuras de Tadeo Jones”, “Planet 51”. Fue dibujante en Marvel de supercómics de superhéroes como: Superman & Batman, MoonKnight, Guardianes de la Galaxia, SpiderMan, Hulk o Vengadores.
- Adrian Corsei, supervisor de efectos visuales en Trixter y actual Head of Pipeline estuvo trabajando en “Guardianes de la Galaxia, vol.2”, “Spider-man: Homecoming”, “Fear the Walking Dead”, “Iron Man 3”, “Ant-man”, “Capitán América: Civil War”.
- Alex Dowis, artista multidisciplinar y especialista en light painting, finalista del concurso televisivo Talents (versión checa de X Factor), habiendo colaborado en los proyectos “Bob and Bobek Mascots”, “Jack Russel” y “The Planet Savior”.
- Carlos Zapater, lead storyboard artist y entre los proyectos en los que ha trabajo están: “Smallfoot”, “Titeuf, le film”, “Rio”, “Chico & Rita”, “Nocturna”, “Astérix y los vikingos”, “Frágiles”, “Los Reyes Magos”.
- Laia Farré, senior 3D character animator de Mikros Image, Framestore, Blue Dream Studios, Kotoc, Ilion Animation Studios, entre sus trabajos destacan "Luck", "Mowgli", "Sherlock Gnomes", "El Parque Mágico", "Animal Crackers", "Desafío Champions”.
- Marlon Núñez, escultor digital y diseñador de personajes que ha trabajado en Slightly Mad Studios, Killer Minnow. De sus manos han salido los personajes de cinemáticas de “Juego de Tronos”, “Crossfire”, “Sky Kingdoms”, “Project Cars”, ”Need for Speed Shift 2”, de gran calidad y realismo.
- Fabian Polack,CG supervisor en Illumination Mac Guff y algunos de sus proyectos destacados se encuentran: “El Grinch”, “Yellow is the new black”, “Minions”, "Gru, mi villano favorito”, “¡Canta!”, or “Lorax: en busca de la trúfala perdida”.
- Adrián Miguel Delgado, lead animator en Nómada Studio, creador del videojuego más bonito de 2018-2019, GRIS.
- Ariadna Cervelló, ilustradora y artista 2D. Nómada Studio, creador del videojuego más bonito de 2018-2019, GRIS.

## Jurado internacional
Jurado de la edición 2019 - Palmarés Animayo 2019: 
- Louise Bagnall. Presidenta del Jurado Internacional. Directora creativa de animación de Cartoon Saloon, ha dirigido numerosos cortometrajes, incluyendo “Donkey", "Loose Ends" y "Late Afternoon” nominada a los Premios Óscar® en 2019.
- Aya Suzuki. Animation artist, layout y concept artist, nacida en Japón con una extensa carrera internacional y participación en proyectos como "Isla de perros", de Wes Anderson, "El viento se levanta", de Hayao Miyazaki y Studio Ghibli, "Sherlock Gnomes”. También ha trabajado para Disney en “Aladdín”, dirigida por Guy Ritchie y en la dirección de animación de la serie “101 Dalmatian street”.
- Cécile Brossette. Animadora lead que ha trabajado en Illumination Mac Guff e Ilion Animation Studios que ha trabajado en "Lorax: en busca de la trúfula perdida", "Gru 2: mi villano favorito", "Los minions", “Mascotas", "Gru 3: mi villano favorito”.
- Laia Farré. Senior 3D character animator de Mikros Image, Framestore, Blue Dream Studios, Kotoc, Ilion Animation Studios, entre sus trabajos destacan "Luck", "Mowgli", "Sherlock Gnomes", "El Parque Mágico", "Animal Crackers", "Desafío Champions”.
- Carlos Zapater. Lead storyboard artist y entre los proyectos en los que ha trabajo están: “Smallfoot”, “Titeuf, le film”, “Rio”, “Chico & Rita”, “Nocturna”, “Astérix y los vikingos”, “Frágiles”, “Los Reyes Magos”.
- Marlon Núñez, escultor digital y diseñador de personajes que ha trabajado en Slightly Mad Studios, Killer Minnow. De sus manos han salido los personajes de cinemáticas de “Juego de Tronos”, “Crossfire”, “Sky Kingdoms”, “Project Cars”, ”Need for Speed Shift 2”, de gran calidad y realismo.
- Miriam Hidalgo, «Perditah», experta ilustradora y colorista digital que ha trabajado para productos Disney® como la revista Magic English entre otros proyectos como "Chico & Rita", “Nocturna", "Ellas son únicas” y "Barcelona TM”.

Jurado de la Edición 2018 - Palmarés Animayo 2018: 
- Raúl García. Animador, director y productor. Kandor Moon, Kandor Graphics, Walt Disney Studios, Paramount Pictures. Cofundador de R&R Communications fue el primer animador europeo en entrar en los estudios Disney. Es miembro de la Academia de los Oscar® y actualmente combina su trabajo en R&R Comunicación promocionando el cine español en Los Ángeles con su trabajo como director y productor de animación.
- Rocío Ayuso. Productora y periodista. El País, Agencia EFE, Canal+. Rocío Ayuso es periodista y productora de cine y ha trabajado internacionalmente durante más de 30 años como corresponsal extranjera en Londres y Los Ángeles para agencias de noticias como Agencia EFE, periódicos nacionales como El País o conglomerados de medios como Canal Plus, publicaciones de Hearst o Grupo Prisa.
- Abi Feijó. Director, productor y educador. Abi Feijo es director, productor y educador portugués reconocido internacionalmente por sus películas de animación. Cuenta en su trayectoria con una lista interminable de premios y menciones especiales que se resume en 9 premios personales, 42 como realizador, 100 como productor y 16 como educador.
- Regina Pessoa. Directora y animadora. Regina Pessoa se graduó en pintura en la Universidad de Porto en 1998 y durante su tiempo como estudiante participó en diferentes talleres de animación y estuvo trabajando en el Estudio Filmógrafo - Estudio de Cine de Animación de Oporto fundado por Abi Feijó, donde colaboró como animadora en varios proyectos. Presentó su corto “La Noche” grabado sobre placas de yeso en el “Espace Projets” (Annecy, 1995) que terminaría en 1999 siendo galardonado con 4 premios.
- René Veilleux. CEO Verité Entertainment. René Veilleux es el CEO y cofundador de Verité Entertainment, donde encabeza la producción y el desarrollo en una gran variedad de proyectos de cine, televisión, animación y nuevos medios. Durante los últimos 25 años ha trabajado en numerosos aspectos de la producción con las empresas líderes en la industria del entretenimiento.
- Donald Roman Lopez. Director creativo. Donald Roman Lopez es el cofundador y presidente de Verité Entertainment, y como director creativo se enfoca en el desarrollo del extenso listado de la compañía en películas, televisión, animación y nuevos medios.
- Natacha Ravlic. Director creativo. Natacha lleva 26 años trabajando con la animación 3D. Empezó como asistente de producción en el 1992 en una empresa que lamentablemente ya no existe pero que fue pionera en su día, Ex Machina. En esta época coincidió trabajando con jóvenes diseñadores que hoy en día son directores internacionalmente conocidos como Tanguy De Kermel o Pierre Coffin.
- Edgar Martin-Blas. Creative Director and CEO of Virtual Voyagers. Virtual Voyagers, Tuenti-Telefónica, Teaser and Xocolat Surfista de olas tecnológicas desde hace más de 18 años, tras un breve paso por el sector de los parques temáticos y gran proyecto con equipos de Disney y Efteling vivió la efervescencia de Internet a principios del 2000 siendo creativo digital en la multinacional Onlinemkt, de ahí pasó a la dirección creativa en Ruiz Nicoli Lineas Interactive cuando la publicidad estaba dando sus primeros pasos en lo digital logrando importantes premios como EFI, Iberoamericanos FIAP o Malofiej internacional.
- Jaime Maestro. Director de animación. La Tribu Animation, The Walt Disney Studios, Sony, Google, Nickelodeon, Reel FX, Paramount Pictures. Con 20 años de experiencia en el sector, Jaime Maestro es uno de los directores de animación de más prestigio de Europa. En su filmografía, perlada de premios y nominaciones en multitud de festivales internacionales, destacan los galardones en el prestigioso Festival Internacional de Cine de Animación de Annecy y en los Goya, o las nominaciones para los Oscar o en SIGGRAPH.
- Nadia Ruiz. CEO/Fundadora en La Tribu Animation. Blue Dream Studios Spain, Primer Frame, FrameOver. Nadia Ruiz es CEO y cofundadora de La Tribu Animation, junto a Jaime Maestro. Ella es la responsable de todo el apartado filosófico del estudio. Cuenta con cinco años de experiencia en roles directivos dentro del sector de la animación española: su experiencia incluye la dirección de la escuela de animación y videojuegos PrimerFrame (entre 2014 y 2015), así como las labores de studio manager en Primer Frame; también se encargó del recruitment y talent outreach de Blue Dream Studios Spain para la película ‘Animal Crackers’, para la que llegó a reclutar a 100 artistas en dos años.
- Carlos Fernández. Director y guionista de cine y videojuegos. Moonbite Games & Animation. Director y guionista de cine y videojuegos, con más de 20 años de experiencia en producciones multiplataforma. Responsable de numerosos videojuegos, como el multipremiado "Zombeer" (PlayStation 3, PlayStation4, WiiU, PC). En su faceta de director cinematográfico, su ópera prima, el largometraje de animación 2D “Memorias de un Hombre en Pijama”, fue el título de apertura del Tokyo Anime Award Festival 2018 y ha sido el primer largometraje de animación en selección oficial para competición en el festival de cine de Málaga 2018. Otros títulos a mencionar son el cortometraje de animación 3D "Morti" (Guion y Dirección), con más de una veintena de selecciones internacionales o su dirección técnica en "Witchcraft" (primer largometraje de animación 3D renderizado enteramente con render GPU).
- Lorena Ares. Directora de animación. Moonbite Games & Animation. Licenciada en Bellas Artes en 2003, comenzó su trayectoria profesional en la animación en el último año de carrera. En 2001 participó como animadora en el largometraje "El Sueño de una noche de San Juan" (Dygra Films). Tras esta experiencia, funda el estudio de producción audiovisual Quart NTD, trabajando de manera externa para Dygra Films en los largometrajes "El espíritu del bosque" (2008) y "Holy night!" (2010) y en los cortometrajes "El Señor de los Mosquis" (2005) y "El bufón y la infanta" (2008).

Jurado de la Edición 2017 - Palmarés Animayo 2017:
- Jean Thoren. Es la directora y editora de una de las publicaciones más importantes del mundo de la animación, ‘The World Animation’, que también engloba uno de los encuentros más importantes, el “VFX Summit", donde se dan cita representantes de grandes estudios y artistas independientes. Jean Thoren es una auténtica apasionada de la animación en todas sus vertientes que trabaja para que la animación llegue a todos los públicos, ya sean profesionales o interesados que desean conocer los entresijos de un mundo fascinante.
- Silvia Pompei. Animadora, Character Layout Artist y directora de documentales. Trabaja en los estudios FOX, como layout artist en la producción de la serie de dibujos animados Los Simpson. Durante los años 80 trabajó con los estudios Disney en ‘Quién engañó a Roger Rabbit’, Amblimation, de Steven Spielberg y en la película ‘Fievel va al Oeste’, antes de mudarse a Los Ángeles.
- Olga Szablewicz-Pisuk. Visual Effects Supervisor. Es una animadora de dilatada carrera profesional. Actualmente trabaja para una de las mejores compañías de efectos visuales de Europa, Platige Image, en Polonia. Como supervisora de efectos visuales, Szablewicz-Pisuk ha trabajado en una de las mayores producciones de la historia polaca, Hiszpanka. Como supervisora, también ha trabajado en ‘Another day of life’, que mezcla la acción real con la animación.
- Laura Bethencourt. Actualmente es Production Supervisor en Ilion Animation Studios, especializada en Matte painting, Fx, Lighting y Compositing y fue profesora de VFX master's degree en U-tad. Participó como coordinadora de producción en “Mortadelo y Filemón contra Jimmy el Cachondo”, una entrega de los más conocidos agentes de la TIA, dirigida por Javier Fesser. Trabajó también en Telson, Think Mol Producciones y en Quimera Films, entre otras. Fue post- production coordinator en la película “También la Lluvia”, una película que se llevó 3 premios Goya y 17 nominaciones. Actualmente trabaja en ‘Amusement Park’.
- Belli Ramírez. Producción de Animación. Es un referente de la dirección de producción en proyectos de animación en España. Belli cuenta con 25 años de experiencia gestionando películas y series de televisión. Ha tenido la oportunidad de ampliar su experiencia trabajando para un gran número de productoras de animación, de la cuales cabe destacar la ganadora de un Oscar Animal Logic en Sídney, Australia, Ilion Animation Studios, donde ejerció como Jefa de la unidad de Producción en la película “Planet 51” y como Jefa de Producción en la primera temporada de “Pocoyo", una de las series de tv más reconocidas internacionalmente. En la actualidad Belli es fundadora y consultora en Mr. Cohl, donde está colaborando en el desarrollo de varios proyectos de animación.
- Jaroslava Hynstova. Sennior Programmer, Zlin Festival. Lleva vinculada al mundo de la animación desde 2005, cuando comenzó a trabajar como Senior Programmer en el Festival Zlin, que se celebra cada año en la ciudad del mismo nombre en la República Checa. El Festival Internacional de Cine para Niños y Jóvenes Zlin, fue fundado en 1961, adquiriendo año tras año mayor trascendencia internacional. El festival es un evento sin ánimo de lucro con proyecciones y actividades totalmente gratuitas. La mayor parte del público es infantil y juvenil de toda la región Zlin, pero también universitarios y adultos que acuden a las proyecciones vespertinas con programaciones acordes a sus edades. Además de una sección oficial, con filmografía específica para niños y adolescentes, también incluye una sección para cortometrajes infantiles además de una sección fuera de concurso. En los últimos años se ha potenciado la figura de cineastas emergentes, que cuenta con una sección propia denominada ‘Night Horizons’.
- Carolina Jiménez. VFX Artist - Layout. Esta artista de efectos especiales digitales para el cine, está especializada en el departamento de Layout. Puede presumir de haber trabajado a las órdenes de Ridley Scott, George Miller, Peter Jackson o Tim Burton, y en grandes compañías como Scanline, Double Negative, Weta Digital o MPC. Ha trabajado en la producción completa de la trilogía de “El Hobbit”, pero hasta llegar ahí, el camino de Carolina Jiménez ha seguido todo un proceso. Dio el salto con la serie de TV “Águila Roja “y con “Planet 51”. Desde entonces ha trabajado y vivido en Australia, Londres, Nueva Zelanda y ahora reside en Vancouver, Canadá. Su curriculum atesora títulos de películas y series tan importantes como: “Guardianes de la galaxia”, “El Hobbit: La batalla de los cinco ejércitos”, “El amanecer del planeta de los simios”... Fue propuesta para representar la Marca España, como docente para Cátedra VFX y la prestigiosa Vancouver Film School y como ponente en congresos internacionales como Mundos Digitales (La Coruña), Comunidad VFX (Colombia), Digitall (Valencia) y CICE (Madrid).
- Gloria Scola. Periodista. Vicepresidenta del Círculo de Escritores Cinematográficos (CEC). Licenciada en Derecho por la Universidad Complutense de Madrid y especializada en Comunicación por la Northeastern University (Boston, Estados Unidos), Gloria Scola es una periodista especializada en el mundo del cine, cubriendo diversos festivales para varios medios, entre los que se incluyen ABC, Cosmopolitan, entre otros. Durante su presencia en dichos festivales, Scola se ha encargado de la elaboración de entrevistas con actores, directores, productores y distribuidores, así como la elaboración de crónicas y reportajes para diversos medios. En la actualidad, compagina su labor como periodista con su cargo de Vicepresidenta del Círculo de Escritores Cinematográficos (CEC).

Jurado de la edición 2016- Palmarés Animayo 2016:
- Bob Kurtz. Fundador del Studio de animación Kurtz & Friends. Director de animación, escritor, diseñador y fundador de Kurtz & Friends que ha ganado un Premio Emmy y un premio Peabody. Ha creado, animado y producido los títulos de crédito para grandes estudios, entre los que se incluyen Walt Disney Company, Universal, MGM, Sony Entertainment, el grupo Columbia Tri-Star, Warner Bros y la CBS.
- Puneet Sharma. Director del Festival ORBIT LIVE, Festival de Animación Formativo más importante de la India. También es miembro de la Secretaría General de la Sociedad de Animación de la India (TASI). Ha sido el responsable del órgano consultivo de la Industria-Academia de Aptech Limited, con sede en Mumbai, en las ramas de Producción y Educación. Con más de 20 años de experiencia, ha trabajado en numerosos canales de televisión, estudios de animación y en compañías de producción de contenido multimedia.
- Luca Raffaelli. Escritor, guionista y especialista en cómics y animación. Escribe en uno de los periódicos más conocidos de Italia, “La Repubblica”, siendo además, desde 1992, el editor de todos los cómics publicados semanalmente por el periódico. Durante muchos años fue el director Artístico de I Castelli Animati (Los Castillos Animados), un festival de animación creado por él mismo que se celebraba en Genzano, Roma, y Romics, festival de cómics que se celebraba en el recinto ferial de la capital italiana. En la actualidad, es el director artístico de “La città incantata” (La ciudad encantada), un Encuentro Internacional de Artistas Que Salvan el Mundo, in Civita di Bagnoregio.
- Ivana Laučíková. Directora y productora de animación de la República Checa. Estudió en la Academia de las Artes de Bratislava y en la Facultad de cine y televisión. Actualmente lleva seis años trabajando como jefa de edición del magazine de animación llamado “Homo Felix”. Es productora de la compañía “Feel me film”, cuyo primer cortometraje fue Four de Ivana Sebestova, en 2007, produciendo hasta la fecha cuatro cortometrajes de animación, Fongopolis (de Joanna Kozuch), Last Bus (de Martin Snopek) y Rarach (de Ivana Laučíková).
- Luis San Juan Pallares. Character Technical Director. Actualmente trabaja en Walt Disney Animation Studios, comenzó su carrera profesional en Londres, donde fue Supervisor de Character TD en Nexus Productions, una de las productoras más premiadas de Europa.
- Cinzia Angelini. Directora, storyboard artist y animadora. Nació en Italia y estudió diseño gráfico y animación en Milán; Tras finalizar dichos estudios, comenzó a trabajar como en storyboard y como animadora tradicional en programas de televisión de varios estudios italianos. Después, estuvo tres años trabajando en Munich y Londres para estudios como Amblimation y la Warner Bros.
- Manuel González. Director del programa Zoom Net. Licenciado en Comunicación Audiovisual por la Universidad de Sevilla. Su carrera ha estado ligada principalmente al mundo audiovisual y los contenidos digitales y tecnológicos. Después de crear diferentes formatos de televisión para canales como AXN, FOX, Canal Satélite Digital (Canal C:), Canal + o Telecinco, comenzó a trabajar en TVE para el programa Miradas 2 abordando contenidos sobre el entretenimiento digital. Desde 2006, está al frente de los mandos del programa Zoom Net (TVE), un formato semanal que acerca el mundo de la tecnología, la cultura y el arte digital a los espectadores. Durante todos estos años, ha tenido la oportunidad de entrevistar a algunas de las figuras más relevantes de la creación digital, la tecnología y los videojuegos. A las puertas del décimo aniversario de Zoom Net, cree firmemente que la Realidad Virtual llega como un nuevo lenguaje que abre las fronteras a campos inexplorados a todos los creadores de cualquier ámbito.